# 50 façons de tuer sa mère
50 façons de tuer sa mère est une émission de télévision canadienne de type magazine qui met en scène une personnalité québécoise et sa mère dans différentes activités à haut potentiel en émotions fortes à travers le Canada. Elle est diffusée depuis le 7 janvier 2021 sur la chaîne Unis TV.

## Synopsis
Cette émission de télévision est une adaptation d'un format britannique (50 façons de (presque) tuer sa mère) qui fut diffusé sur la chaîne Sky1 en 2014. Dans la version canadienne, Anaïs Favron entraîne sa mère Denise, âgée de 68 ans dans des activités à haute teneur en émotions fortes à travers le Québec et l'Ontario. Cette dernière ignore toujours la prochaine destination et les prochains défis qui l'attendent, ce qui la fait à coup sûr réagir, réactions dont se délecte sa fille qui occupe aussi le rôle d'animatrice et de narratrice de l'émission.  Pour la deuxième saison, Mathieu Baron assure l'animation et la narration de l'émission, et fait vivre des émotions fortes à sa mère Sylvie Sanscartier.  L'animation et la narration de la troisième saison est assuré par Alexandre Aussant, plus connu comme étant la drag queen Mona de Grenoble.  Il entraîne sa mère Edith Ménard dans plusieurs aventures à travers le Canada.

## Saison 1
Chaque épisode présente quelques activités qu'il est possible de pratiquer dans une région du Québec ou de l'Ontario.
1. ville de Québec : glissade sur glace, canot sur glace, nuit à la belle étoile hivernale, escalade sur glace
2. Outaouais : hockey, biathlon, fat bike, mascotte
3. Montréal : saut en parachute, descente de rapides en planche à pagaie (SUP), tatouage
4. Calabogie, Ontario : course automobile, rafting
5. Niagara Falls : maison hantée, visite d'une fabrique de cercueil, tyrolienne
6. Hautes-Lautrentides : via ferrata, paintball
7. Côte-Nord : kitesurf, pêche en région éloignée
8. Ottawa : rencontres avec des animaux dangereux, saut à l'élastique, apiculture
9. Nord de l'Ontario : pilotage d'un avion, équitation, moto-cross
10. Baie Georgienne : plongée sous-marine, moto marine, ski nautique

## Saison 2
Mathieu Baron est à la barre de l’émission et fait vivre des émotions fortes à sa mère Sylvie Sanscartier. Chaque épisode présente quelques activités qu'il est possible de pratiquer dans une région canadienne.
1. Lanaudière - Sylvie, as-tu du cœur? : Entraînement au gym, Fendage de bois de chauffage, Expérience de survie en forêt, Rallye en dérapage contrôlé au circuit ICAR de Mirabel
2. Laurentides - Maman, tu voles! : Cours de danse latine, Chute libre en soufflerie, Trapèze volant au cirque, Visite du Casino de Mont-Tremblant   (roulette)
3. Terre-Neuve-et-Labrador - Dans les grottes et dans les airs! : Visite des grottes de Corner Brook, Spider Challenge, Pêche en haute mer
4. Terre-Neuve-et-Labrador - À la chasse à l'iceberg! : Tyroliennes, Randonnée en kayak près d'un iceberg, Dégustation de fruits de mer et de poissons, Activité d'initiation dans un bar pour devenir Terre-Neuvien honorifique
5. Outaouais - Maman, vise dans le mille! : Randonnée en fat bike au Mont Wescott, Tir au pigeon d'argile, Dégustation de sauces piquantes, Initiation au pilotage d'un avion
6. Sandbanks - Maman se lance à l'eau! : Visite du parc Aquatique Mont Cascades, Randonnée dans un véhicule amphibie, Yoga avec des chèvres, Nuitée en van life, Initiation au wakeboard
7. Alberta - En mode adrénaline! : Escalade et Descente d'une falaise en rappel à Banff, Descente de rapides en Rafting sur la rivière Kananaskis à Canmore, Traversée du Pont suspendu de Blackshale Creek, Canyoning à Canmore sur une paroi de 22 mètres, Visite de la Tour de Calgary
8. Alberta - Comme une cow-girl dorée! : Promenade à cheval, Initiation au lancer du lasso, Danse en ligne et autres activités au Stampede de Calgary, Tour de taureau mécanique au Stampede, Initiation au parcours de cowboy extrême à Mirabel au Québec
9. Île-du-Prince-Édouard - Tout baigne, maman? : Visite d'un phare, Planche de surf avec moteur électrique, Planche à pagaie, Pilotage d'un voilier, Flyboard à Montréal
10. Montérégie - Pour une dernière fois! : Visite des trampolines aériennes chez Upla à Mont-St-Grégoire, Deltaplane à Saint-Paul-d'Abottsford, Dîner Entre Ciel et Terre à 160 pieds dans les airs à Venise-en-Québec, Pilotage d'un planeur avec Association de vol à voile Champlain à Saint-Dominique, Tour de montgolfière à l'International des Montgolfières de Saint-Jean-sur-Richelieu

## Saison 3
Alexandre Aussant a.k.a. Mona de Grenoble est à la barre de l’émission et fait vivre des émotions fortes à sa mère Edith Ménard.  Chaque épisode présente quelques activités qu'il est possible de pratiquer dans une région du Canada.
1. En drag et contre tous! - Montréal : surf sur la vague à Guy, cours de sirène, visite d'une ferme d'autruches, activités au festival Montréal Complètement Cirque, spectacle de drag au cabaret Mado
2. Édith lutte pour sa survie! - Ottawa : Yoga aérien, Initiation à la lutte, cours de skateboard, lancer de haches, bungee
3. Suivez le guide! - Banff et Calgary : kart en montagne, soccer bulle, pilotage d'avion dans un simulateur, via ferrata du Mont Norquay
4. Sur la route des glaciers - Jasper : Skytram de Jasper, Tyrolienne avec harnais de deltaplane, Visite des glaciers du parc national de Jasper, planche à pagaie au lac Beauvert
5. Cinq minutes de terreur! - Nouveau-Brunswick : Visite de la Magnetic Hill, Descente en rappel au Cap Enragé, Visite du Parc Aquatique Magic Mountain, Visite du Zoo de Magnetic Hill (Nourrir les lions, Rencontre avec une mygale), Kayak au pied des Hopewell Rocks
6. Sur une licorne, en kilt et dans la boue - Nouvelle-Écosse : Reconstitution historique à la citadelle d'Halifax, activités sur une licorne gonflable géante de Splashifax, rafting dans les rapides, création d'un crochet à l'aide d'un forgeron
7. Des pompons et du parachute - London : initiation au cheerleading avec les cheerleaders des Mustangs de l'Université Western, défis sur trampolines, parasailing, activité en patins roulants, Visite du Zoo Reptilia (Rencontre avec une mygale, Nourrir des crocodiles)
8. Édith dépasse ses limites - Vancouver : conduite d'une Lamborghini Aventador, cours de pole dancing, initiation au roller derby, parcours hanté
9. Entre ciel et terre - Île de Vancouver : Visite de grottes, séance de cryothérapie, pilotage d'un avion, tatouage (surprise organisée par la mère d'Alex)
10. Dernier tour de piste - Québec : Vélo volant à Sutton, Keirin et vélo de montagne sur piste à Bromont, boot camp militaire à Hatley, Tour de magie avec Alain Choquette

## Distinctions
- 2021 : Nominations aux Prix Gémeaux : Meilleur magazine, et meilleure animation.